# 3. etape af Tour de France 2013
Tredje etape af Tour de France 2013 er en 145 km lang kuperet etape. Den bliver kørt mandag den 1. juli fra Ajaccio til Calvi på Korsika.
Dette er den tredje og sidste etape på øen Kosika. Rytterne skal over fem små bjergtoppe.